# A Girl Like Me (single)
A Girl Like Me is de derde single uit het album Overdrive van zangeres Natalia. Het werd in België uitgebracht op 16 september 2013.
Natalia heeft de videoclip voor het nummer opgenomen in het cultuurcentrum De Grote Post in Oostende. De regisseur van de clip is Dieter Cottenies. De toenmalige Schepen van Toerisme Niko Geldhof (SP.A) noemde het een eer dat Natalia voor Oostende koos.